# Comté de Cobar
Le comté de Cobar (en anglais : Cobar Shire) est une zone d'administration locale située dans l'État de Nouvelle-Galles du Sud en Australie.

## Géographie
Le comté s'étend sur 45 606 km2 dans l'outback à l'ouest de la Nouvelle-Galles du Sud.
Il est traversé par la Barrier Highway et par la Kidman Way. C'est une région minière avec des mines d'or, d'argent, de plomb et de zinc. Le cuivre n'est plus exploité.
Le comté comprend les villes de Cobar et Nymamee.

## Histoire
Le comté est créé le 18 mars 1884.

## Démographie
La population s'élevait à 4 710 habitants en 2011 et à 4 647 habitants en 2016.

## Politique et administration
Le comté est administré par un conseil de douze membres élus pour un mandat de quatre ans, qui à leur tour élisent le maire pour deux ans. Onze candidats indépendants se sont présentés aux élections du 4 décembre 2021 et ont été déclarés élus sans vote.

### Liste des maires
| Période      | Période        | Identité           | Étiquette    | Qualité             |
| ------------ | -------------- | ------------------ | ------------ | ------------------- |
| 2001         | 2004           | Lilliane Brady     | Indépendante |                     |
| 2004         | 2007           | Werner Muhlethaler | Indépendant  |                     |
| 2007         | 7 février 2021 | Lilliane Brady     | Indépendante | Décédée en fonction |
| février 2021 | en fonction    | Peter Abbott       | Indépendant  |                     |